# 印度尼西亞國家圖書館
印度尼西亞國家圖書館（簡稱PNRI）是印度尼西亚一個向總統負責的非部門政府機構，也是該國的國家圖書館兼法定送存圖書館，館藏以人文書目為主。
印度尼西亞國家圖書館由四家圖書館合併而成，其中包括巴達維亞藝術科學學會圖書館，該圖書館於印尼獨立後交由國家博物館管理。早在1960年代，印尼政府就已經建議成立國家圖書館，在得到數個政府部門和第一夫人婷·蘇哈托的支持後，教育與文化部長於1980年簽發命令，將國家博物館圖書館和另外三所圖書館合併為國家圖書館。圖書館現址位於雅加達獨立廣場南側，於2017年啟用，是全世界最高的圖書館大廈。

## 歷史

### 起源

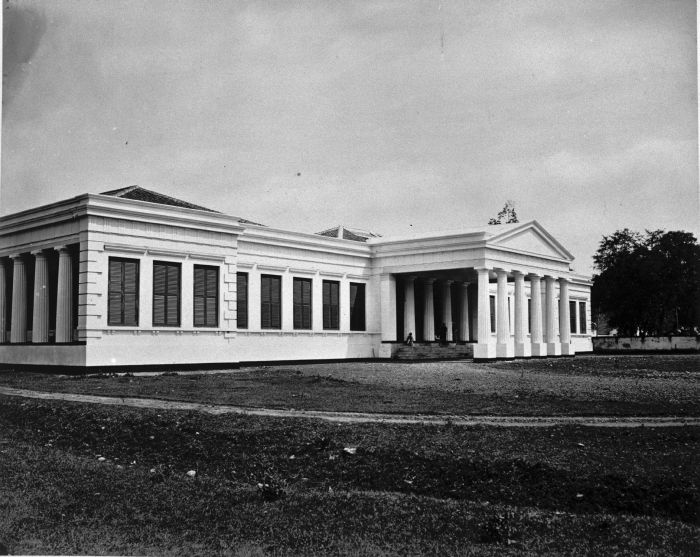
巴達維亞藝術科學學會會址（今印尼國家博物館館址，約於1875年至1885年拍攝）

印度尼西亞國家圖書館的起源可以追溯到1778年亞洲第一個學術組織巴達維亞藝術科學學會的成立。這個學會推動了荷屬東印度的學術研究風氣；在這個過程中，學會出版了很多刊物，收集了很多收藏品，還在收集藏品的過程中建立了一所圖書館。由於學會的藏品數量在19世紀前半期有所增加，所以學會和圖書館便在1868年遷往位於國王廣場的新址（現為獨立廣場國家博物館）。學會曾經阻止荷蘭把學會的收藏品遷移到在1851年成立的荷蘭皇家東南亞及加勒比研究所。在1846年至1920年期間，圖書館藏書從1115冊增加到10萬冊。
學會的圖書館在第二次世界大战和印度尼西亞獨立革命的戰火中倖免於難。在戰爭期間，學會當中日籍會員的人數令佔領東印度群島的日軍留下深刻的印象，當時日軍也沒有干預學會的運作。由於日本當局贊成圖書館繼續負責當地圖書的法定送存制度，所以圖書館收藏了大量在戰爭時期發行的官方刊物。學會在印尼獨立後改名為印度尼西亞文化協會（Lembaga Kebudayaan Indonesia），並於1966年解散，此後圖書館便改由博物館管轄。

### 國家圖書館

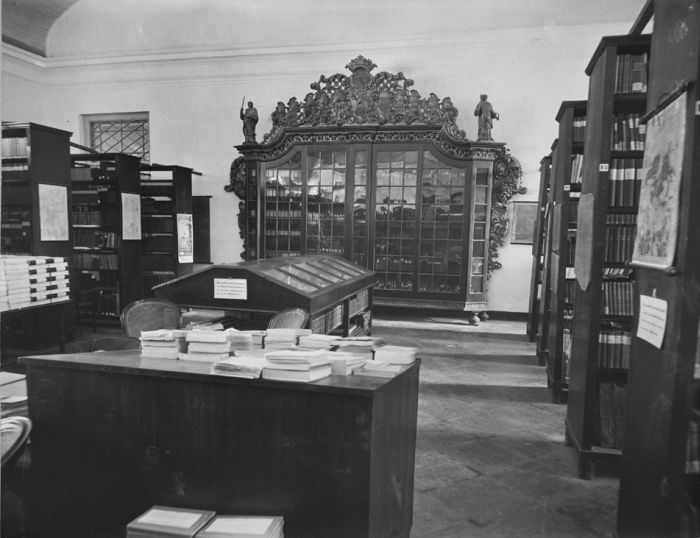
巴達維亞藝術科學學會圖書館館藏（約於1896年拍攝）

國家圖書館舊總館

雖然1961年第一個國家發展計劃就已經提及建立國家圖書館的計劃，不過這個計劃之後卻沒有繼續執行下去。到了1973年，國家博物館圖書館職員馬斯蒂尼·哈佐普拉科索（Mastini Hardjoprakoso）又提議建立國家圖書館；雖然這項建議沒有得到教育與文化部的即時接納，但國民建設規劃署（Badan Perencanaan Pembangunan Nasional, Bappenas）和負責收藏科學文獻的科學文獻及資訊中心（Pusat Dokumentasi dan Informasi Ilmiah）留意到了她的建議。1978年新任教育與文化部長上任後，該部也表示支持這個計劃。第一夫人婷·蘇哈托也出資援助國家圖書館的籌建工作——她曾經在1968年參觀過一項在國家博物館舉行，以殖民時期和獨立後的印尼報章為主題的展覽，她對這次展覽的印象很深刻。
1980年，教育與文化部長達烏德·優素福簽署部長令，將國家博物館圖書館、雅加达首都特區省立图书馆（1953年成立）、圖書館發展中心下轄的兩個部門——历史、政治与社会学图书馆（1952年成立）和书目和保存本组（1953年成立）合併為印度尼西亞國家圖書館。部長令又授權國家圖書館執行法定送存制度。國家圖書館起初隸屬於教育與文化部文化總局，至1989年3月根據1989年第11號總統令升格為非部門政府機構，經國務秘書處向印度尼西亚总统負責。同時接收原圖書館發展中心的資產。為了迎合全球化的需求，印尼政府於1997年又頒布了一項命令，調整了圖書館的職能。
獲蘇哈托夫人資助興建的圖書館原館址位於中雅加達沙連巴，在1988年啟用。新館址位於獨立廣場南側，於2017年9月14日由印尼總統佐科·維多多主持揭幕，原館址則改為辦公樓。

## 建築
新國家圖書館的主樓高126.3米，樓高24層（另有3層地庫），佔地11,975平方米，建築面積50,917平方米，是全世界最高的圖書館大廈。入口大堂設有樓高四層的書牆，放置了百科全書、小說、傳記等書籍，是訪客的拍照熱點；讀者可以向圖書館員索閱書牆上的館藏。大堂的天花板繪有印尼地圖，周圍則掛有歷任印尼總統的畫像。1樓、3樓和4樓設有展覽空間，圖書館會在這裏舉行定期展覽。
截至2022年底，國家圖書館共有藏書7,774,375冊，其中2,890,859冊為送存出版品，其餘4,883,516冊則為提供借閱服務的館藏。該館館藏以印尼文作品為主，但也有英文著作。該館設有兒童閱覽區、長者及殘疾人士閱覽區和視聽資料區，兒童閱覽區設有遊樂設施、育嬰室和露台，兒童可以在這裏閱讀書籍和玩玩具，長者及殘疾人士閱覽區則提供健康書籍和點字書籍，供長者和視障人士索閱。其他讀者也可以在視聽資料區觀賞電影和查閱舊報紙的微缩胶片。圖書館4樓還設有一家餐廳，提供印尼食品。
| 24樓  | 努桑達拉（印尼）文化館藏、行政貴賓廳 | 12樓 | 送存出版物閱覽室                   |
| 23樓  | 國外資料館藏、逾期報刊閱覽區         | 11樓 | 閉架專著書庫                       |
| 22樓  | 開架專著閱覽區（分類號500—999）      | 10樓 | 送存出版物書庫                     |
| 21樓  | 開架專著閱覽區（分類號000—499）      | 9樓  | 努桑達拉手抄本館藏                 |
| 20樓  | 最新期刊及圖書館學館藏閱覽區         | 8樓  | 視聽資料區（迷你影院）、私人研討室 |
| 19樓  | 多媒體服務                           | 7樓  | 兒童、長者及殘疾人士閱覽區         |
| 18樓  | 印度尼西亞科學院                     | 6樓  | 數據中心、祈禱室                   |
| 17樓  | 印度尼西亞科學院                     | 5樓  | 辦公室                             |
| 16樓  | 照片、地圖及圖畫閱覽區               | 4樓  | 展示區、餐廳                       |
| 15樓  | 參考閱覽區                           | 3樓  | 閱讀文化推廣區                     |
| 14樓  | 珍本閱覽區                           | 2樓  | 讀者服務、資料檢索、儲物櫃         |
| 12A樓 | 閉架專著閱覽室                       | 1樓  | 大堂、展示廳                       |

圖書館主樓前方為古蹟館，館內設有四個展覽廳，展出了使用竹子、貝葉經、本土紙張、歐洲紙和中國紙寫成的手稿、書籍等文物，介紹了印尼人讀書識字的歷史，包括書寫系統和書寫工具的變化、流動博物館的歷史等。館內還陳列了《爪哇史頌》、《蒂博尼哥羅自傳》（Babad Diponegoro）等重要歷史文獻，以及關於首任總統蘇卡諾的畫像和著作。主樓和古蹟館之間以花團錦簇的綠地相隔。

## 服務
圖書館為全印尼人民服務，館藏以人文類書籍為主；科學方面的書籍文獻則主要由科學文獻及資訊中心、印尼农业图书馆和技术传播中心（原屬茂物植物园）、萬隆理工學院圖書館、印度尼西亚大学醫學院圖書館等重點圖書館負責收藏。
國家圖書館會為印尼處理申請国际标准书号和出版品預行編目的作業，以及收藏關於印尼的建國思想——建国五项原则的書目和爪哇文手稿。圖書館也採用了一套獨立、以電腦操作的圖書館管理系統和機讀編目格式。美國國會圖書館和澳洲國家圖書館在雅加達都設有地區辦事處。

### 圖書館系統
1980年教育及文化部長令列出了國內圖書館系統的架構，在國家圖書館以外，設立各級行政區的圖書館。部長令還計劃把學校圖書館、大專院校／學術機構和流動圖書館整合成一個單一的圖書館系統。

## 註腳
1. 1 2 3 4 5  Saputro 2005.
2. ↑  Munawwarah 2016.
3. ↑  Massil 2001，第520頁.
4. ↑  Massil 1994，第274頁.
5. 1 2 3 4  Massil 2001，第521頁.
6. 1 2  Hardjoprakoso 1995，第222頁.
7. ↑  Massil 2001，第519頁.
8. ↑  Hardjoprakoso 1995，第223頁.
9. 1 2 3 4  Wira 2017.
10. ↑  Kuwado 2017.
11. ↑  Guinness World Records 2017, Tallest library building.
12. 1 2 3  Meodia 2017.
13. ↑  Merdeka 2023.
14. ↑  Massil 1994，第275頁.

## 外部連結
- 印度尼西亞國家圖書館